# Bohdan Wodiczko
Bohdan Wodiczko (* 2. Juli 1911 in Warschau; † 12. Mai 1985 ebenda) war ein polnischer Dirigent und Musikpädagoge.
Wodiczko hatte zunächst an der Fryderyk-Chopin-Musikschule Violin- und ab 1929 am Konservatorium Warschau Klavier- und Hornunterricht. 1932 ging er nach Prag, wo er bei Jaroslav Křička Komposition und bei Metod Doležil Dirigieren studierte und zusätzlich Kurse bei Václav Talich besuchte. Ab 1935 setzte er seine Ausbildung im Fach Komposition bei Piotr Rytel fort und studierte von 1936 bis 1939 am Konservatorium Warschau Dirigieren bei Walerian Bierdiajew.
Während des Zweiten Weltkrieges spielte Wodiczko im Orchester des Warschauer Adria-Nachtclubs. Nach dem Krieg organisierte er das Polizei-Sinfonieorchester in Otwock, das er einige Zeit leitete, und unterrichtete an der Karol-Kurpiński-Musikschule in Warschau. Von 1946 bis 1950 leitete er das Orchester der Filharmonia Bałtycka in Danzig, daneben war er von 1947 bis 1949 musikalischer Direktor des Polnischen Rundfunks in Danzig und unterrichtete an der Musikhochschule Sopot.
Ab 1950 war er Lehrer an der Staatlichen Musikhochschule sowie Dirigent der Nationalphilharmonie in Łódź, ab 1951 bzw. 1953 desgleichen in Krakau. Von 1955 bis 1958 unternahm er als künstlerischer Leiter und Dirigent der Warschauer Nationalphilharmonie Konzertreisen durch Großbritannien, Belgien und Westdeutschland. Seine Lehrtätigkeit setzte er an den Musikhochschulen in Warschau und Posen fort.
Als Dirigent des Isländischen Sinfonieorchesters in Reykjavík führte er Kompositionen von Stanisław Moniuszko, Frédéric Chopin und Mieczysław Karłowicz auf und dirigierte eine Gesamtaufzeichnung von Moniuszkos Oper Halka für den Rundfunk. Von 1961 bis 1965 war Wodiczko künstlerischer Leiter und Chefdirigent der Warschauer Oper, wo er Opern und Ballette von Igor Strawinski, Giuseppe Verdi, Stanislaw Moniuszko, Richard Strauss, Béla Bartók, Luigi Dallapiccola und Luigi Nono aufführte.
Von 1965 bis leitete Wodiczko erneut das Isländische Sinfonieorchester, danach wurde er Leiter des Nationalen Symphonieorchesters des Polnischen Rundfunks. Von 1972 bis 1978 war er Professor an der Staatlichen Musikhochschule (dem früheren Konservatorium, heute Fryderyk-Chopin-Universität für Musik), von 1977 bis 1979 zudem Direktor und künstlerischer Leiter des Teatr Wielki in Łódź. Für seine Verdienste wurde er 1968 mit dem isländischen Falkenorden und 1975 mit dem Preis des polnischen Komponistenverbandes ausgezeichnet.